# セント・ジョージ (バミューダ)
セント・ジョージ （St. George's、公式にはTown of St. GeorgeまたはSt. George's Town）は、バミューダ諸島のセント・ジョージ島にある町。

## 概要

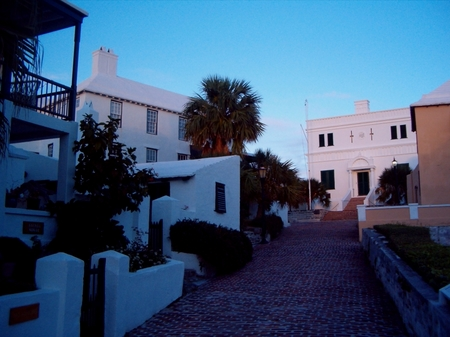
ステイト・ハウス。1620年から、首都がハミルトンへ移転する1815年までバミューダ議会が置かれていた

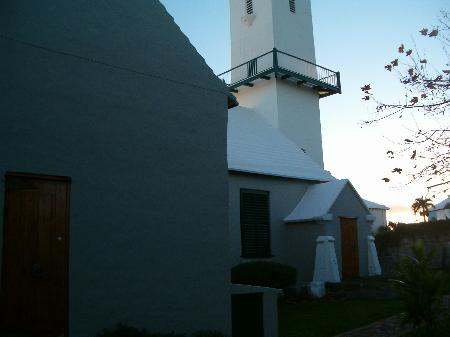
セント・ピーターズ教会

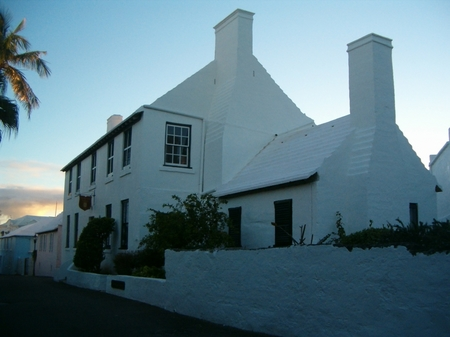
ステュアート・ホール

バミューダ諸島中最初に定住が進められた町であり、今日でもアメリカ州最古のイギリス植民地とされている（イギリスが最初に開拓に成功した北米植民地であるジェームズタウンは1699年に近郊のウィリアムズバーグへ街を移転しているため、現在では遺構が残るのみで人は住んでいない）。

## 歴史
セント・ジョージに初めて定住が始まったのは、最初のイングランド人植民者が偶然にバミューダ島に到来してから3年後の1612年だった。1609年、イングランド人植民者たちによるバージニア植民地ジェームズタウン開拓のための第3次支援団であった9艘の船団の内、シー・ヴェンチュア号がハリケーンに巻き込まれ、バミューダ沖で漂流した。この船は、慎重に珊瑚礁内を進んでセント・ジョージズ島へ降り立った。この植民者たちはイングランド海軍提督ジョージ・ソマーズと陸軍大将トーマス・ゲイツ（バージニア植民地の町ジェームズタウンの総督）に率いられた。生存者たちは新たに2隻の船をつくり、1610年にほとんどの人々がジェームズタウンを目指して旅を再開したが、その後もバージニア会社は島の所有を主張した。そのときにシー・ヴェンチュア号から残った3人の男性たちと、1612年に新たに送り込まれた60人の植民団が、隣のセント・デイヴィッズ島での短い滞在の後、悪天候時には船を守れるように遮蔽されている入り江にセント・ジョージの建設を始めた。
1615年、バージニア会社の株主たちは、北米植民のための二つ目の会社であるサマーズ諸島会社を設立した。この会社は1686年に解散するまでバミューダの統治を行った。
この小さな町は歴史的に無視できない重要な場所とされる。バミューダの歴史のみならず（1815年までバミューダの首都であった）、セント・ジョージを形作るのを助ける中枢の役割を演じた。アメリカ独立戦争中、バミューダ住民は弾薬庫から必要とされた火薬を盗んでいた（弾薬庫はセント・ジョージを防衛する近隣の砦に供給されたもの）。当時バミューダ島北端の町トバッコ・ベイからジョージ・ワシントンの元へ密輸されていた。彼らはおそらく、セント・ジョージを拠点とする貿易をしていた荒廃したアメリカ連合国へ軍需品供給をして、南北戦争を長引かせた。
現在、セント・ジョージの歴史文化財は基本的に首都ハミルトンの経済発展によって手つかずのままである。建物のほとんどは17世紀から19世紀にかけ建てられたもので、名士たちは後世の変化のあらゆるしるしを隠し、町の景観を破壊しかねない発達を妨げる熟考した上の努力を行ってきた。例えば、電気やガスの配管、電話線などは地中に埋設され、街灯は町が栄えた時代の様式を採用している。バーバーズ・アレイやアント・ペギーズ・レーンなどの狭い通りは、数世紀前の姿をとどめている。
セント・ジョージには無駄な遺物はない。しかし、生活者の町であり、歴史的な建築物の機能は博物館のみならず、住居、レストラン、パブ、そして商店となっている。中心部のキングズ・スクエアでは、タウン・ホールと観光サービス局が側に立つ。広場にはさらし台のレプリカ、そしてかつて港へ醜聞の渦中の女性を沈めるのに使用されたという水責め椅子のレプリカがある。現在、地元ボランティアたちはこの風変わりな処罰をイベントとして復活させようとしている。
セント・ジョージ港内にあるオードナンス島はキングズ・スクエアの南に位置し、小さな橋で結ばれている。そこには難破船に乗員たちによってつくられた2隻の船の一つデリヴァランス号の模型があり、彼らを指揮したジョージ・ソマーズの等身大ブロンズ像がある。
町周囲の場所と同じく、オールド・ステイト・ハウス（1620年に建てられた最初の石造りの建物。バミューダ議会が置かれており諸島最古の建物である）のような多くの歴史的な場所がある。未完成の教会ではオールド・レクトリー、セント・ピーターズ教会（西半球最古のイギリス国教会の教会）、タッカー・ハウス、バミューダ・ナショナル・トラスト博物館がある。
1996年、セント・ジョージはジョージ・サマーズ卿の生誕地ドーセット州ライム・レジスと姉妹都市協定を結んだ。

## 対外関係

### 姉妹都市･提携都市
- ライムレジス（イギリス連合王国イングランド国 南西イングランド地方 ドーセット州）

## 観光

### 世界遺産
- バミューダ島の古都セント・ジョージと関連要塞群

世界遺産基準
この世界遺産は世界遺産登録基準のうち、以下の条件を満たし、登録された（以下の基準は世界遺産センター公表の登録基準からの翻訳、引用である）。
- (4) 人類の歴史上重要な時代を例証する建築様式、建築物群、技術の集積または景観の優れた例。